# المركز التجاري القدس
المركز التجاري القدس هو مركز تسوق في العاصمة الجزائرية، يقع في قلب مدينة الشراقة، المنطقة الطرفية لمدينة الجزائر، على بعد 30 دقيقة من المطار الدّولي وعلى بعد 500م من الطريق الدائري الجنوبي.

## المشروع
ولقد صمّم هذا المركز الدّولي للتجارة والأعمال في هذه المدينة من طرف شركة سيدار الرائدة في هذا المجال وهو يعتبر أوّل وأكبر مشروع عقاري من نوعه في الجزائر وتقدّر مساحته الإجمالية بحوالي 165.000 م2.

## وصلات خارجية
- سيدار
- المشروع
- فيديو